# Aleksiej Pietrow (sztangista)
Aleksiej Aleksandrowicz Pietrow (ros. Алексей Александрович Петров; ur. 8 września 1974 w Wołgogradzie) – rosyjski sztangista. Dwukrotny medalista olimpijski.
Sukcesy odnosił w kategorii do 91, a następnie 94 kilogramów. Brał udział w dwóch igrzyskach (IO 96, IO 00), na obu zdobywał medale. W Atlancie triumfował, cztery lata później zajął trzecie miejsce. Dwukrotnie stawał na najwyższym podium mistrzostw Europy, raz zwyciężył w mistrzostwach globu. Pięć razy bił rekordy świata, w tym raz w dwuboju.

## Osiągnięcia[2]

### Mistrzostwa Świata
| Mistrzostwa Świata | Miejsce | Data | Konkurencja | Rezultat              |
| ------------------ | ------- | ---- | ----------- | --------------------- |
| Stambuł 1994       | Stambuł | 1994 | kat. -91 kg | 1. miejsce – 412,5 kg |

### Mistrzostwa Europy
| Mistrzostwa Europy | Miejsce | Data | Konkurencja | Rezultat              |
| ------------------ | ------- | ---- | ----------- | --------------------- |
| Sokolov            | Sokolov | 1994 | kat. -91 kg | 1. miejsce – 412.5 kg |
| Antalya            | Antalya | 2002 | kat. -94 kg | 1. miejsce – 400,0 kg |